# Saison 2023 de l'équipe cycliste EF Education-Tibco-SVB
La Saison 2023 de l'équipe EF Education-Tibco-SVB est la dix-neuvième de la formation. 

## Préparation de la saison

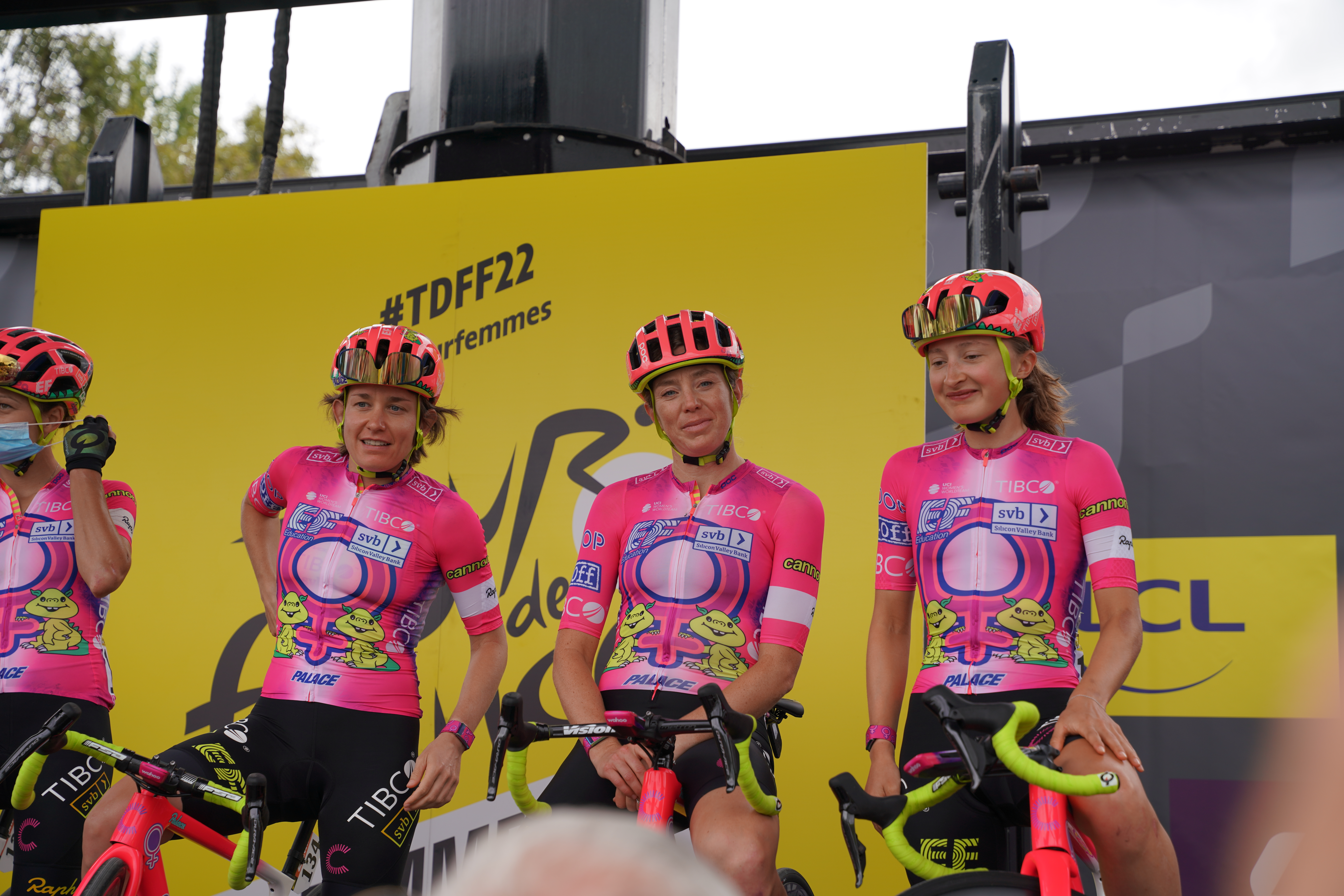
Lors du Tour de France.

### Arrivées et départs
L'effectif de l'équipe est stable, avec les arrivées d'Alison Jackson et de Georgia Williams, ainsi que le départ de Emily Newsom.
| Arrivées         | Équipe 2022        |
| ---------------- | ------------------ |
| Alison Jackson   | Liv Racing Xstra   |
| Georgia Williams | BikeExchange Jayco |

| Départs      | Équipe 2023 |
| ------------ | ----------- |
| Emily Newsom | Amateur     |

### Effectifs
| Effectif 2023                         | Effectif 2023     | Effectif 2023    | Effectif 2023                        |
| Cycliste                              | Date de naissance | Pays             | Équipe précédente                    |
| ------------------------------------- | ----------------- | ---------------- | ------------------------------------ |
| Elizabeth Banks                       | 7 novembre 1990   | Royaume-Uni      | Ceratizit-WNT Pro Cycling (2021)     |
| Letizia Borghesi                      | 16 octobre 1998   | Italie           | Aromitalia-Basso Bikes-Vaiano (2021) |
| Zoe Bäckstedt (1 janv.–31 août, note) | 24 septembre 2004 | Royaume-Uni      | Tormans CX Team (2022)               |
| Kristabel Doebel-Hickok               | 28 avril 1989     | États-Unis       | Rally Cycling (2021)                 |
| Veronica Ewers                        | 1 septembre 1994  | États-Unis       | Fount Cycling Guild (2021)           |
| Kathrin Hammes                        | 9 janvier 1989    | Allemagne        | Ceratizit-WNT Pro Cycling (2021)     |
| Clara Honsinger                       | 5 juin 1997       | États-Unis       |                                      |
| Alison Jackson                        | 14 décembre 1988  | Canada           | Liv Racing Xstra (2022)              |
| Emma Langley                          | 23 novembre 1995  | États-Unis       | Team Illuminate (2020)               |
| Sara Poidevin                         | 7 mai 1996        | Canada           | Rally Cycling (2021)                 |
| Omer Shapira                          | 9 septembre 1994  | Israël           | Canyon-SRAM Racing (2021)            |
| Lauren Stephens                       | 28 décembre 1986  | États-Unis       | Cylance (2018)                       |
| Abi Smith                             | 1 avril 2002      | Royaume-Uni      |                                      |
| Magdeleine Vallieres                  | 10 août 2001      | Canada           | Centre mondial du cyclisme (2021)    |
| Georgia Williams                      | 25 août 1993      | Nouvelle-Zélande | Team BikeExchange-Jayco (2022)       |
| Femke Beuling (20 avr.–31 déc.)       | 20 décembre 1999  | Pays-Bas         | Team Drenthe (2023)                  |
|                                       |                   |                  |                                      |
| Source : ProCyclingStats              |                   |                  |                                      |

note: Zoe Bäckstedt, changement d'équipe

### Encadrement
La directrice générale de l'équipe est Rachel Hedderman. Daniel Foder est le directeur sportif. Il est assisté de Tim Harris et Rachel Hedderman.

## Victoires

### Sur route
| Victoires | Victoires                                           | Victoires        | Victoires | Victoires        | Victoires |
| Date      | Course                                              | Pays             | Classe    | Vainqueur        |           |
| --------- | --------------------------------------------------- | ---------------- | --------- | ---------------- | --------- |
| 10 fév.   | Championnat de Nouvelle-Zélande du contre-la-montre | Nouvelle-Zélande | CN        | Georgia Williams |           |
| 8 avr.    | Paris-Roubaix                                       | France           | 1.WWT     | Alison Jackson   |           |
| 25 juin   | Championnat du Canada sur route                     | Canada           | CN        | Alison Jackson   |           |

### Résultats sur les courses majeures

#### World Tour
| UCI Women's World Tour | UCI Women's World Tour | UCI Women's World Tour | UCI Women's World Tour                   | UCI Women's World Tour | UCI Women's World Tour | UCI Women's World Tour |
| Date                   | n°                     | Pays                   | Course                                   | Meilleure coureuse     | Classement             |                        |
| ---------------------- | ---------------------- | ---------------------- | ---------------------------------------- | ---------------------- | ---------------------- | ---------------------- |
| 15 – 17 janv.          | 1                      | Australie              | Women's Tour Down Under                  | Georgia Williams       | 3e                     |                        |
| 28 janv.               | 2                      | Australie              | Cadel Evans Great Ocean Road Race Women  | Georgia Williams       | 8e                     |                        |
| 9 – 12 fév.            | 3                      | Émirats arabes unis    | Tour des Émirats arabes unis             | -                      | -                      |                        |
| 25 fév.                | 4                      | Belgique               | Circuit Het Nieuwsblad                   | Alison Jackson         | 31e                    |                        |
| 4 mars                 | 5                      | Italie                 | Strade Bianche                           | Lauren Stephens        | 20e                    |                        |
| 11 mars                | 6                      | Pays-Bas               | Tour de Drenthe                          | Letizia Borghesi       | 18e                    |                        |
| 19 mars                | 7                      | Italie                 | Trofeo Alfredo Binda-Comune di Cittiglio | -                      | -                      |                        |
| 23 mars                | 8                      | Belgique               | Classic Bruges-La Panne                  | -                      | -                      |                        |
| 26 mars                | 9                      | Belgique               | Gand-Wevelgem                            | Letizia Borghesi       | 16e                    |                        |
| 2 avr.                 | 10                     | Belgique               | Tour des Flandres                        | Alison Jackson         | 47e                    |                        |
| 8 avr.                 | 11                     | France                 | Paris-Roubaix                            | Alison Jackson         | 1re                    |                        |
| 16 avr.                | 12                     | Pays-Bas               | Amstel Gold Race                         | Veronica Ewers         | 33e                    |                        |
| 19 avr.                | 13                     | Belgique               | Flèche wallonne                          | Veronica Ewers         | 14e                    |                        |
| 23 avr.                | 14                     | Belgique               | Liège-Bastogne-Liège                     | Veronica Ewers         | 27e                    |                        |
| 1 – 7 mai              | 15                     | Espagne                | Tour d'Espagne                           | Veronica Ewers         | 17e                    |                        |
| 12 – 14 mai            | 16                     | Espagne                | Tour du Pays basque                      | Veronica Ewers         | 15e                    |                        |
| 18 – 21 mai            | 17                     | Espagne                | Tour de Burgos                           | Alison Jackson         | 31e                    |                        |
| 26 – 28 mai            | 18                     | Royaume-Uni            | RideLondon-Classique                     | -                      | -                      |                        |
| 17 – 20 juin           | 19                     | Suisse                 | Tour de Suisse                           | -                      | -                      |                        |
| 30 juin – 9 juill.     | 20                     | Italie                 | Tour d'Italie                            | Veronica Ewers         | 4e                     |                        |
| 23 – 30 juill.         | 21                     | France                 | Tour de France Femmes                    | Veronica Ewers         | 50e                    |                        |
| 23 – 27 août           | 22                     | Norvège                | Tour de Scandinavie                      | Letizia Borghesi       | 35e                    |                        |
| 2 sept.                | 23                     | France                 | Grand Prix de Plouay                     | Letizia Borghesi       | 17e                    |                        |
| 5 – 10 sept.           | 24                     | Pays-Bas               | Simac Ladies Tour                        | -                      | -                      |                        |
| 15 – 17 sept.          | 25                     | Suisse                 | Tour de Romandie                         | Letizia Borghesi       | 48e                    |                        |
| 12 – 14 oct.           | 26                     | Chine                  | Tour de l'île de Chongming               | -                      | -                      |                        |
| 17 oct.                | 27                     | Chine                  | Tour du Guangxi                          | -                      | -                      |                        |

#### Grands tours
| Grand tour            | Tour d'Espagne       | Tour d'Italie       | Tour de France       |
| --------------------- | -------------------- | ------------------- | -------------------- |
| Coureuse (classement) | Veronica Ewers (17e) | Veronica Ewers (4e) | Veronica Ewers (50e) |
| Accessits             | -                    | -                   | -                    |

## Classement mondial
| Classement UCI | Classement UCI          | Classement UCI   | Classement UCI |
| Coureuse       | Coureuse                | Pays             | Points         |
| -------------- | ----------------------- | ---------------- | -------------- |
| 29e            | Alison Jackson          | Canada           | 1135 pts       |
| 64e            | Georgia Williams        | Nouvelle-Zélande | 584 pts        |
| 90e            | Veronica Ewers          | États-Unis       | 427 pts        |
| 116e           | Lauren Stephens         | États-Unis       | 320 pts        |
| 139e           | Kristabel Doebel-Hickok | États-Unis       | 283 pts        |
| 165e           | Letizia Borghesi        | Italie           | 228 pts        |
| 278e           | Kathrin Hammes          | Allemagne        | 125 pts        |
| 376e           | Abi Smith               | Royaume-Uni      | 81 pts         |
| 834e           | Emma Langley            | États-Unis       | 20 pts         |
| 1216e          | Sara Poidevin           | Canada           | 4 pts          |